# Tilletiales
Tilletiales é uma ordem de fungos da classe Exobasidiomycetes. É uma ordem monotípica, contendo uma única família, Tilletiaceae, a qual inclui sete géneros. Todas as aproximadamente 150 espécies de Tilletiales infectam hospedeiros da família das gramíneas, excepto as espécies de Erratomyces, as quais ocorrem em leguminosas.